# ایستریای اسلوونی
ایستریای اسلوونی (اسلوونیایی: slovenska Istra، ایتالیایی: Istria slovena) یک منطقه در جنوب غربی اسلوونی است. این منطقه شامل بخش شمالی شبه‌جزیرهٔ ایستریا و بخشی از منطقه تاریخی-جغرافیایی ساحل اسلوونی است. ایستریای اسلوونی دارای ۱۲۰ سکونت‌گاه است که کوپر بزرگ‌ترین شهر و ایزولا، پیران و پورتوروژ از دیگر شهرهای بزرگ آن به‌شمار می‌روند. در مناطق ساحلی آن زبان‌های اسلونیایی و ایتالیایی هردو زبان رسمی هستند.
منطقه ریویرای اسلوونی (اسلوونیایی: Slovenska obala) در ایستریای اسلوونی قرار دارد؛ این دو واژه به ویژه در رسانه‌ها گاهی به جای هم استفاده می‌شوند، گرچه ایستریای اسلوونی یک منطقه جغرافیایی گسترده‌تر را در بر می‌گیرد.